# Hamaticolax unisagittatus
Hamaticolax unisagittatus is een eenoogkreeftjessoort uit de familie van de Bomolochidae. De wetenschappelijke naam van de soort is voor het eerst geldig gepubliceerd in 2003 door Tavares & Luque.